# Antonio Díaz Soto y Gama

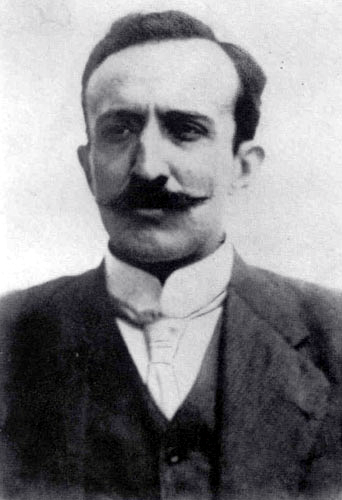
Antonio Díaz Soto y Gama

Antonio Díaz Soto y Gama (* 23. Januar 1880 in San Luis Potosí; † 14. März 1967 in Mexiko-Stadt) war ein mexikanischer Rechtswissenschaftler, Autor und politischer Aktivist, der durch die anarchistische und anarchosyndikalistische Weltanschauung inspiriert wurde.

## Leben
Antonio Díaz Soto y Gama wuchs in San Luis Potosí auf, wurde Vorsitzender eines „liberalen Studentenkomitees“ und Mitgründer der liberalen Gruppe „Ponciano Arriaga“. Er veröffentlichte zu dieser Zeit in der satirischen Oppositionszeitschrift El Hijo del Ahuizote. 1901 wurde er Gründer der mexikanischen liberalen Partei Partido Liberal Mexicano (deutsch: Liberale Mexikanische Partei, PLM), die eine anarchosyndikalistische Einstellung hatte.

Flagge des PLM mit der Forderung nach Land und Freiheit

Weitere Gründer waren Camilo Arriaga, Antonio I. Villarreal und Ricardo Flores Magón. Die Werke von Peter Kropotkin, Michael Bakunin und Pierre-Joseph Proudhon hatten Einfluss auf die Partei und ihre Mitglieder. „… und auch die Revolution in Mexico war u. a. anarchosyndikalistisch geprägt durch die PLM (später liberal, der erste postrevolutionäre Präsident Madero entstammt ihren reihen), die von den Brüdern Flores Magon gegründet wurde, die ihrerseits den Anarchosyndikalismus durch Emma Goldmann kennengelernt haben“. Die PLM war die einflussreichste Oppositionsorganisation zur Zeit der mexikanischen Revolution.
1906 stellte Flores Magón das Manifest der Partei auf und die Zeitschrift Regeneración wurde ihr Sprachrohr.
Nach zwei Verhaftungen wegen seiner Aktivitäten in der Partei emigrierte Soto y Gama nach Texas (USA). 1904 kehrte er nach Mexiko zurück, wo er sich vorläufig nicht mehr politisch betätigte. Nach dem Ausbruch der Mexikanischen Revolution und dem Sturz des Diktators Porfirio Díaz wurde Soto y Gama wieder politisch aktiv und einer der heftigsten Kritiker des neuen Präsidenten Francisco Madero. 1912 wurde er als Volksvertreter in die „Cámara de Diputados“ gewählt.

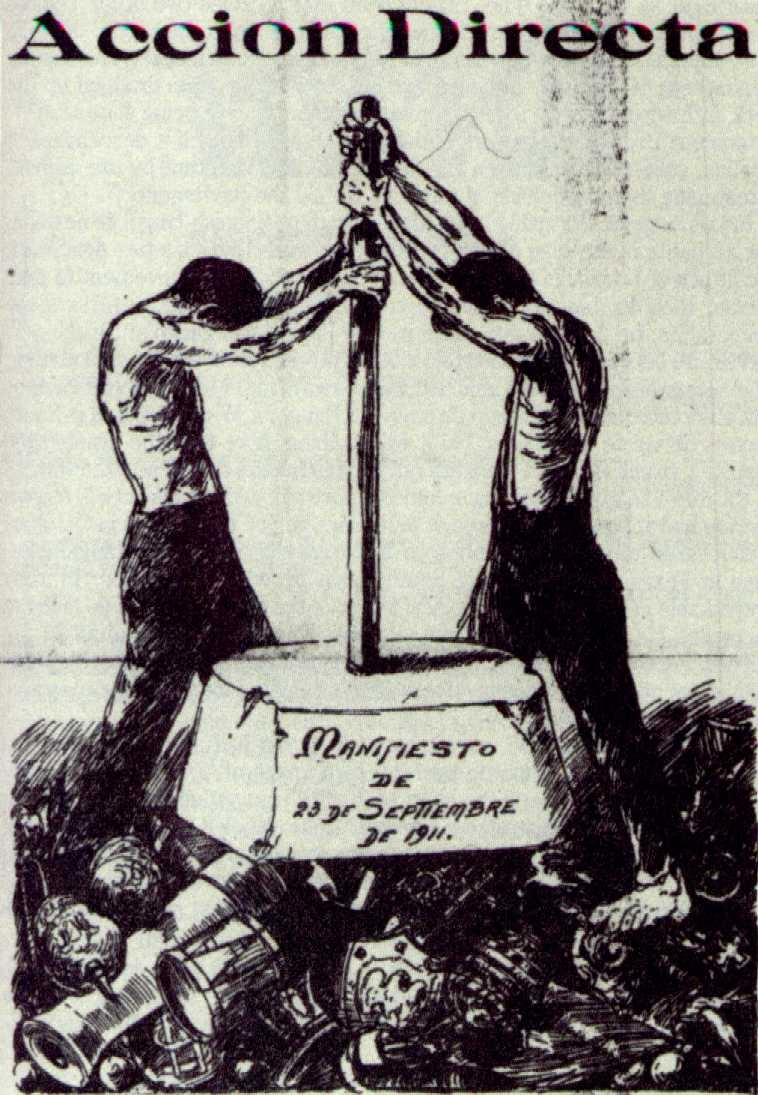
Das Titelblatt der Regeneración aus dem Jahre 1914

Zusammen mit Gleichgesinnten gründete er die Casa del Obrero Mundial und legte zusammen mit Juan Sarabia einen Vorschlag zur Umverteilung des Landes vor. Durch die Ermordung F. Maderos und die neue Diktatur von Victoriano Huerta konnte der Vorschlag nicht weiterverfolgt werden. Soto y Gama flüchtete aus Mexiko-Stadt, schloss sich den Revolutionären von Emiliano Zapata (den „Zapatisten“) an und wurde nach dem Fall von V. Huerta Abgeordneter des Kongresses Convención de Aguascalientes. Der Autor Jason Wehling ist der Meinung, dass Soto y Gama, ein überzeugter Anhänger von P. Kropotkin, Leo Tolstoy, M. Bakunin und Errico Malatesta, einen merklichen Einfluss auf Zapata ausübte und Anführer der Anarchosyndikalisten in Mexiko-Stadt war. Anarchisten, die in der mexikanischen Revolution eine Rolle gespielt hatten, „distanzierten“ sich von den früheren Idealen. Am ersten Tag seiner Anwesenheit als Abgeordneter des Kongresses sollten alle Abgeordneten auf eine mexikanische Flagge ihren Namen setzen. Soto y Gama verweigerte dies, nannte es ein „Symbol der Reaktion“, betonte, dass Loyalität und Ehre nichts zu tun hätten mit einem „Fetzen Tuch“. Er schlug vor, die Flagge zu zerreißen.
Einige der Anwesenden brachten daraufhin ihre Waffen zum Vorschein, worauf Soto y Gama letztendlich doch seinen Namen auf die Flagge setzte. Nach der Auflösung des Kongresses Convención de Aguascalientes im Oktober 1915 blieb er an Emiliano Zapatas Seite und später bei Zapatas Nachfolger Gildardo Magaña (1891–1939). Magaña und seine Anhänger akzeptierten 1920 eine Amnestie der mexikanischen Regierung. Danach betätigte sich Soto y Gama wiederum politisch und wurde Mitgründer der Partido Nacional Agrarista (PNA), einer nationalen Agrarischen Partei. Die PNA sah sich selbst als ideologischer Nachfolger von Emiliano Zapata und war sozialistisch orientiert. Seine politischen Ansichten mäßigten sich und er bot selbst seine Entschuldigung an für seinen jugendlichen Radikalismus. 1937 wurde er Berater für das Ministerium für Landbaureform. An der Nationalen Autonomen Universität von Mexiko (UNAM) unterrichtete er Rechtswissenschaft. Er empfing 1958 die höchste Auszeichnung der mexikanischen Regierung, die Medalla Belisario Domínguez del Senado de la República. Als er 1967 starb, hinterließ er eine Ehefrau und zwölf Kinder.

## Werke
- Historia Del Agrarismo En Mexico (Problemas De Mexico). (Spanish Edition). Verlag Era Edicions Sa, Juni 2002, ISBN 968-41-1543-1.
- El pensamiento de Antonio D. Soto y Gama a traves de 50 anos de labor periodistica, 1899–1949 (Serie C--Estudios historicos, Spanish Edition). Verlag Universidad Nacional Autónoma de México, 1997, ISBN 968-36-5875-X.
- La revolución agraria del Sur y Emiliano Zapata, su caudillo. Collectie im: IISG, Plaatsnummer 1996/4906.

## Weiterführende Literatur
- John Womack: Zapata and the Mexican Revolution. Seite 193, 194 und 217. Vintage Books, New York 1968.
- James D. Cockcroft: Intellectual Precursors of the Mexican Revolution, 1900–13 (Latin American Monograph). Seite 70, 124, 130, 239. University of Texas Press, 1969, ISBN 978-0292783-79-9.
- Colin M. MacLachlan, Anarchism and the Mexican Revolution: The Political Trials of Ricardo Flores Magon in the United States. Seite 113, 121, 123, 132. University of California, Berkeley, 1991.
- Jason Wehling: Anarchist Influences on the Mexican Revolution.Online verfügbar. Abschnitt (u. a.): Zapata, Ricardo Flores an Anarchism.
- Max Nettlau (Hrsg.), Geschichte der Anarchie. In Zusammenarbeit mit dem IISG (Amsterdam). Neue herausgegeben von Heiner Becker. Bibliothek Thélème, Münster 1993, 1. Auflage, Neudruck der Ausgabe Berlin, Verlag Der Syndikalist, 1927.
  - Band 5 und 6: Geschichte der Anarchie, Anarchisten und Syndikalisten. Teil 2. Kapitel XX, „Anarchistische Tätigkeit in Mexiko. Rhodakanaty und Zalacosta. Ricardo Flores Magon, „Regeneracion“ und die Aufstände für „Land und Freiheit“. Einiges über spätere anarchistische und syndikalistische Propaganda“.